# PCI SCEMM
 (décembre 2016).
PCI SCEMM (Process Conception Ingénierie/Société de Construction d’Équipements, Mécanisation et Machines), est un équipementier automobile ainsi qu’aéronautique, concepteur-réalisateur de machines-outils et solutions d’usinage, autrefois filiale du groupe PSA.

## Un lion à deux têtes
La présence de la firme sochalienne dans le Forez remonte au début du XXe siècle.
Le site de la Rivière, à l’intersection de l’Avenue de Rochetaillée et la rue Gutenberg est le théâtre, au printemps 1973, d’un conflit social que la direction Peugeot peine à résoudre. La production de pompes à huile et compresseurs, assurée d’ordinaire par plus de 1 000 ouvriers, est paralysée. Cela a des répercussions néfastes sur les autres usines du constructeur, et son image.
Les installations sont reprises bien plus tard par l’équipementier automobile nippon Jtekt, spécialiste des systèmes d’assistance de direction,.
Qui abandonne à son tour les lieux en 2014, afin de recentrer ses activités sur l’agglomération lyonnaise et le siège d’Irigny,. Les locaux de la Rivière sont inoccupés depuis.

## Du lion au dragon
Le groupe PSA possédait une autre usine à Saint-Étienne vers le tunnel du Rond-Point, au pied du quartier de la Métare.
Il s’agit de la filiale PCI Scemm, spécialisée dans la conception, réalisation et rénovation de machines-outils, ainsi que l’installation de lignes de production complètes.
Cette branche est à son tour cédée au taïwanais Tongtai en 2015, groupe présent dans l'électronique et aéronautique.
L’ancien propriétaire est, par accord temporaire, maintenu comme client privilégié, tout en élargissant le carnet de commandes.
L’objectif du repreneur est de profiter de la synergie entre PSA et son nouveau partenaire chinois Dongfeng, à travers la coentreprise DPCA.
Et pouvoir ainsi fournir à terme, par exemple, des culasses ou encore carters de boite de vitesses.